# Торстен Маргіс
Торстен Маргіс (нім. Thorsten Margis) — німецький бобслеїст, чотириразовий олімпійський чемпіон, багаторазовий чемпіон світу та Європи. 
Звання олімпійського чемпіона Маргіс виборов на Пхьончханській олімпіаді 2018 року, де отримав дві золоті медалі — в змаганнях на бобах-двійках та на бобах-четвірках.

## Олімпійські ігри
| Рік  | Місце проведення          | Двійки | Четвірки |
| ---- | ------------------------- | ------ | -------- |
| 2014 | Сочі, Росія               | 6      | 8        |
| 2018 | Пхьончхан, Південна Корея | 1      | 1        |
| 2022 | Пекін, Китай              | 1      | 1        |

## Виступи на чемпіонатах світу
| Рік  | Місце проведення       | Двійки | Четвірки | Змішана команда |
| ---- | ---------------------- | ------ | -------- | --------------- |
| 2013 | Санкт-Моріц, Швейцарія | —      | 13       | 4               |
| 2015 | Вінтерберг, Німеччина  | 1      | 4        | —               |
| 2016 | Інсбрук, Австрія       | 1      | 2        | —               |
| 2017 | Кенігсзе, Німеччина    | 1      | 1        | —               |
| 2019 | Вістлер, Канада        | 1      | 1        | —               |
| 2020 | Альтенберг, Німеччина  | 1      | —        | —               |
| 2021 | Альтенберг, Німеччина  | —      | 1        | —               |

## Виступи на чемпіонатах Європи
| Рік  | Місце проведення       | Двійки | Четвірки |
| ---- | ---------------------- | ------ | -------- |
| 2016 | Санкт-Моріц, Швейцарія | 6      | 4        |
| 2017 | Вінтерберг, Німеччина  | 1      | 4        |
| 2018 | Інсбрук, Австрія       | 1      | 2        |
| 2020 | Вінтерберг, Німеччина  | —      | 2        |
| 2021 | Вінтерберг, Німеччина  | 1      | 1        |
| 2022 | Санкт-Моріц, Швейцарія | 1      | —        |

## Зовнішні посилання
- Досьє на сайті FIBT

## Виноски
1. ↑  World Athletics database
2. 1 2 3  https://www.olympic.org/pyeongchang-2018/results/en/bobsleigh/athlete-profile-n3029570-thorsten-margis.htm
3. ↑  Four-man results (PDF). Архів оригіналу (PDF) за 25 лютого 2018. Процитовано 17 березня 2018. [Архівовано 2018-02-25 у Wayback Machine.]